# 图文巴
图文巴為澳洲僅次於國都坎培拉的第二大內陸城市，乃昆士蘭州東南部的重要城市，人口123,406（2007年）；「圖文巴」於澳大利亞原住民語有接近於「沼澤地」之意；儘管與屬昆士蘭州東南部－－「昆士蘭東南部」（South East Queensland, SEQ）關係密切，但不屬於其一部份，惟考慮到昆士蘭州東南部的整體發展時仍會將圖翁巴一起納入考慮範圍。距離首府布斯本有100分鐘的車程。不同的是圖文巴的海拔約700公尺高，向東瞭望有居高臨下之勢；地處華瑞高公路（Warrego）和新英格蘭公路的交叉口。本市的座右銘是「因成長而繁榮」（Prodimus Dum Crescimus），英文含意為「We prosper as we grow」。由於每逢早春的九月，市內繁花盛開並且舉辦花卉博覽會，吸引許多遊客前去賞花攝影，素享「花園之城」（Garden City）的美名。

## 歷史
圖文巴首先由英國生物學者兼探險家亞倫·坎寧漢在大分水嶺之東、摩頓灣以西160公里的地帶，發現了今天圖文巴這片適合放牧的沃野。13年後，圖文巴已經發展到擁有自己的報社、雜貨店、商業交易場所、旅館。在眾多的當地歷史人物之中，威廉·霍頓被稱為是本市之父。儘管他並非是發現圖文巴或首位來此定居的人，但是由於他所籌資興建的皇家牛頭旅館（Royal Bull's Head Inn）在發展使上非常具貢獻性且富歷史象徵性，加上該建築物至今猶在，因此歷來被市民推崇為圖文巴之父。
1858年，圖文巴已有長足的發展；當地人口有700人、3間飯店和多家商店，居民便倡議有成立自治議會的需要。1860年11月24日，代表英國女皇維多利亞的州總督允准了居民的請求，昆士蘭州正式成立了一個新的自治政府（municipality）。1861年1月4日，威廉·亨利·古倫當選為第一屆的圖文巴市長。1892年，圖文巴與鄰近地區升格為鎮（township）。1904年，昆士蘭州宣佈圖文巴升格為市（City）；本市一度為澳洲第一大內陸城市。2008年，由於圖文巴人口成長迅速，為了區域的綜合發展，昆士蘭州政府以圖文巴為中心，設立區議會（Toowoomba Regional Council）。

## 氣候
|                                                                  | 一月  | 二月  | 三月 | 四月 | 五月 | 六月 | 七月  | 八月 | 九月 | 十月 | 十一月 | 十二月 | 年份  |
| ---------------------------------------------------------------- | ----- | ----- | ---- | ---- | ---- | ---- | ----- | ---- | ---- | ---- | ------ | ------ | ----- |
| 平均日間最高氣溫（°C）                                           | 27.6  | 26.6  | 25.5 | 22.9 | 19.6 | 16.9 | 16.34 | 17.9 | 20.9 | 23.7 | 26.0   | 27.5   | 22.6  |
| 平均日間最低氣溫（°C）                                           | 16.7  | 16.6  | 15.4 | 12.3 | 9.1  | 6.3  | 5.3   | 6.0  | 8.5  | 11.5 | 13.8   | 15.7   | 11.4  |
| 平均月降雨量（mm）                                               | 132.1 | 121.1 | 94.6 | 61.9 | 58.4 | 56.8 | 52.0  | 39.5 | 46.7 | 72.2 | 89.5   | 120.0  | 944.0 |
| 資料來源： 氣象局（Bureau of Meteorology）（页面存档备份，存于） |       |       |      |      |      |      |       |      |      |      |        |        |       |

## 行政
自2008年3月起，為總體生態發展暨都市計劃，本市與週圍的郡、鎮合併成立圖文巴區議會（Toowoomba Regional Council），行政長官為圖文巴市市長。

## 立法
圖文巴本地在昆士蘭州議會內有3個代表席次，分別自北圖文巴（Toowoomba North）、南圖文巴（Toowoomba South）及坎寧漢（Cunningham）等3個選區中選舉出。其中僅有「北圖文巴選區」的州議員屬澳洲工黨籍。在聯邦會議方面，圖文巴則歸屬於古倫分區（Division of Groom），現任代表為澳洲自由黨籍的麥法蘭（前任澳大利亞聯邦工業暨能源部部長）。

### 市議員
市議會內有8位議員，由多數黨領袖來擔任市長，無論議員或市長皆4年制。

### 州議員
本地在昆士蘭州議會內有3個代表席次，分別自北圖文巴（Toowoomba North）、南圖文巴（Toowoomba South）及坎寧漢（Cunningham）等3個選區中選舉出。在昆士蘭州以澳洲工黨為議會多數黨的背景下，當地的三個議席僅有「北圖文巴選區」的州議員屬澳洲工黨籍。

### 國會議員
在下議院（Lower House）方面，圖文巴則歸屬於古倫分區（Division of Groom），由澳洲自由黨的麥法蘭（前任澳大利亞聯邦工業暨能源部部長）出任民意代表。

## 教育
圖文巴當地的公立中學有圖文巴州立高中（Toowoomba State High School）、世紀高原高中（Centenary Heights High School）、哈利斯城高中（Harristown State High School）；其他皆為私立高中。
圖文巴市內有一綜合型大學，為國立的南昆士蘭大學（簡稱南昆大，USQ）；擁有為數眾多的海外留學生，主要來自馬來西亞、印尼、印度等，此外亦匯聚了國內各州學子。由於地理位置上離各大城市偏遠，遂全立發展「遠程教學」課程，乃澳大利亞興辦視訊或遠程教學最成功的大學之一。另外昆士蘭大學有個小型的教育中心設於本市。

## 文化
圖文巴市民常年醉心於園藝生活，年年視九月的花卉嘉年華為年度一大盛事。由於家家戶戶對庭院的設計都講究著自我的格調，因此公立的大型花園在市政府的經營下，也呈現多變的面貌。在眾多的公園之中，最特別的當屬以花團錦簇著稱的皇后公園（Queen's Park）及以日式禪風而別具一格的日本花園（Japanese Garden）。另外，每逢早春，慕名而來的遊客對市內路況或許不熟悉，可選擇市府安排的免費巴士，一一拜訪獲得當年園藝大獎的私人庭院，欣賞圖文巴市民的花藝美學。

## 图文巴花卉嘉年华
一年一度的图文巴花卉嘉年华（Toowoomba Carnival of Flowers）是图文巴最盛大的节日，始创于1950年，首次举办吸引了5万多的观众参加，经过多年的蓬勃发展，现在已成为昆士兰州的代表性活动之一，是澳大利亚历史最悠久的年度园艺活动。
图文巴花卉嘉年华于每年9月下旬的倒数第二个周五开始，至最后一个周日结束，为期10天，包括十余个特色花园展览，以及包括音乐会、游乐设施、美食与葡萄酒节、各类晚宴、花园比赛等在内的各种活动；活动和展览位于图文巴市区及周边地区的不同场地；而最重要的则是节日第二天（周六）下午开始的花车游行，被各种五颜六色花卉布满的形态各异的花车，在围观人群的欢呼中，一辆辆的驶过图文巴闹市街道，把节日气氛推向最高潮。
花卉嘉年华费用：
- 花卉游行：免费；
- 参观大多数的公园和花园，如女王公园花园（Queens Park Gardens），月桂河岸公园（Laurel Bank Park）、劳雷尔银行公园（Laurel Bank Park）、南昆士兰日本花园（Japanese Gardens USQ QLD）、皮斯黑文植物园（Peacehaven Botanic Park）等均可以免费参观；
- 部分活动或餐饮（晚宴）需要购买门票。

近年举办时间：
- 2018年：9月20日 - 9月29日
- 2019年：9月20日 - 9月29日
- 2020年：9月18日 - 9月27日（受全球新冠疫情影响，嘉年华虽然照常举办，但部分活动取消）[2]

## 基礎建設

### 交通設施
公共交通
環保
智能

### 市民健康
圖文巴當地有一所公立醫院－Toowoomba Base Hospital，以及兩所私立醫院：聖安德魯圖文巴醫院（St. Andrew's Toowoomba Hospital）、聖文森醫院（St. Vincents Hospital）。圖文巴曾為澳大利亞國內自殺率最高的地區。

## 伸延閱讀
- Knowles, J. (1959) Toowoomba as a Railway Centre, Australian Railway Historical Society Bulletin, January 1959 pp. 10–16.

## 外部連結
- Toowoomba.org – Toowoomba's Homepage （页面存档备份，存于）
- Toowoomba Tourist Information （页面存档备份，存于）

27°33′S 151°57′E / 27.550°S 151.950°E